# Bravonium
Bravonium (auch Branogenium) war eine römische Siedlung in Britannien. Der Ort lag an der Kreuzung bedeutender Straßen unter dem heutigen Leintwardine in der Grafschaft Herefordshire.
Der Ort wurde um 70 n. Chr. gegründet und hatte zunächst rein zivilen Charakter. Bauten fanden sich vor allem entlang der Hauptstraße. Um 160 n. Chr. wurde diese Siedlung von einem Militärlager überbaut, das 262 × 154 m groß war und von einer Wallanlage geschützt wurde. Die zivile Siedlung bestand danach zunächst südlich außerhalb des Lagers weiter und dann auch innerhalb der Befestigungen, als das Militärlager um 196 aufgegeben wurde. Der Ort wurde durch einen Brand im vierten Jahrhundert vernichtet und für längere Zeit nicht wieder besiedelt.
Ein Weihestein, der sich im Ort fand, ist dem Jupiter geweiht. Es konnten Reste einer Badeanlage ausgegraben werden.
Der Ort wird mehrmals in klassischen antiken Quellen erwähnt (bei Claudius Ptolemäus, im Itinerarium Antonini und beim Geographen von Ravenna). Ptolemäus belegt, dass der Ort unter der Herrschaft der Ordovicer stand.